# فلاديمير زيريخين
فلاديمير فاسيليفيتش زيريخين (بالروسية: Владимир Васильевич Жерихин) من معهد علم الحفريات التابع لأكاديمية العلوم الروسية في موسكو، هو أحد كبار علماء تطور الحشرات والأحفوريات. كان يعمل في علم الأحفوريات القديمة للخنافس والحشرات بشكل عام، وعلى تصنيف السوسينات.
كان زيريخين واحدًا من أبرز مؤلفي كتاب «التطور التاريخي لفئة الحشرات» وهو كتاب قام بتحريره عدد من العلماء على المدى الطويل منهم بوريس بوريسوفيتش ورهدندورف وألكساندر بافلوفيتش راسينيتسين، بالإضافة إلى الكتاب الموسع «تاريخ الحشرات» (باللغة الإنجليزية) الذي ساهم في فصول متعددة منه في علم التاريخ الحفري، والبيئة الأرضية في الماضي، وهدبيات الأجنحة وحشرة فرس النبي.
من عام 1970 نظم زريخين رحلات ميدانية لجمع الحشرات الأحفورية، وخاصة تلك الموجودة في الراتنجات الأحفورية للعصر الطباشيري والعصر الباليوجيني، إلى أقصى شمال سيبيريا (شبه جزيرة تايمير)، والشرق الأقصى الروسي، والقوقاز. كان الهدف هو استكشاف التغيرات في عالم الحشرات حول حدود منطقة الشرق الأوسط.
كان أحد أهم تعاونات زيريخين مع تلميذه السابق فاديم غراتشيف. قاموا معًا بإنتاج العديد من الأبحاث، وأشهرها دراستهم عن ذبذبة الجناح الخلفي للسوس، نُشرت في مجلد بمناسبة عيد ميلاد ثمانين روي كروسون [الإنجليزية].